# Droga krajowa nr 4 (Polska)
Droga krajowa nr 4 – droga krajowa znajdująca się w południowej części Polski, łącząca granicę polsko-niemiecką w Jędrzychowicach z granicą polsko-ukraińską w Korczowej. W latach 1986–2016 biegła po śladzie obecnej drogi krajowej nr 94. Od 20 lipca 2016 droga nr 4 w całości stanowi autostradę A4.